# Біла діброва (заказник)
Біла діброва — лісовий (ботанічний) заказник місцевого значення в Україні. Розташований в Деснянському районі Києва.

## Історія
Заказник був створений спільним рішенням виконкомів міської і обласної Рад народних депутатів № 522/173 від 10.04.1978.

## Опис
Розташований на території Білодібровного лісництва (кв. 40, 41). Перебуває у віданні комунального підприємства «Дарницьке лісопаркове господарство».
Площа заказника — 3 га (дві ділянки: 1,4 та 1,6 га). Він являє собою ділянку соснових насаджень різного віку із заростями конвалії.

## Галерея

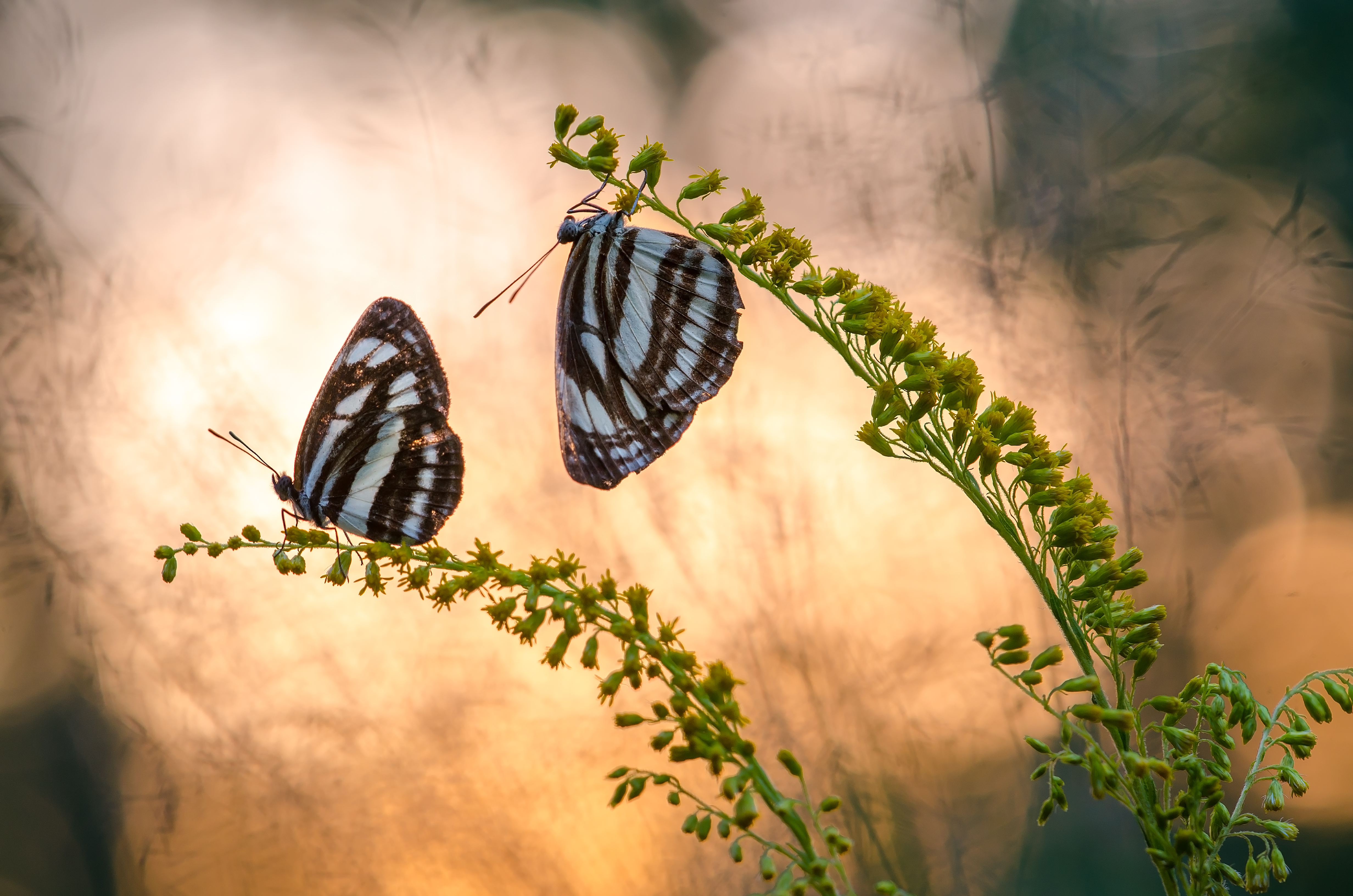
Пасманець Сапфо
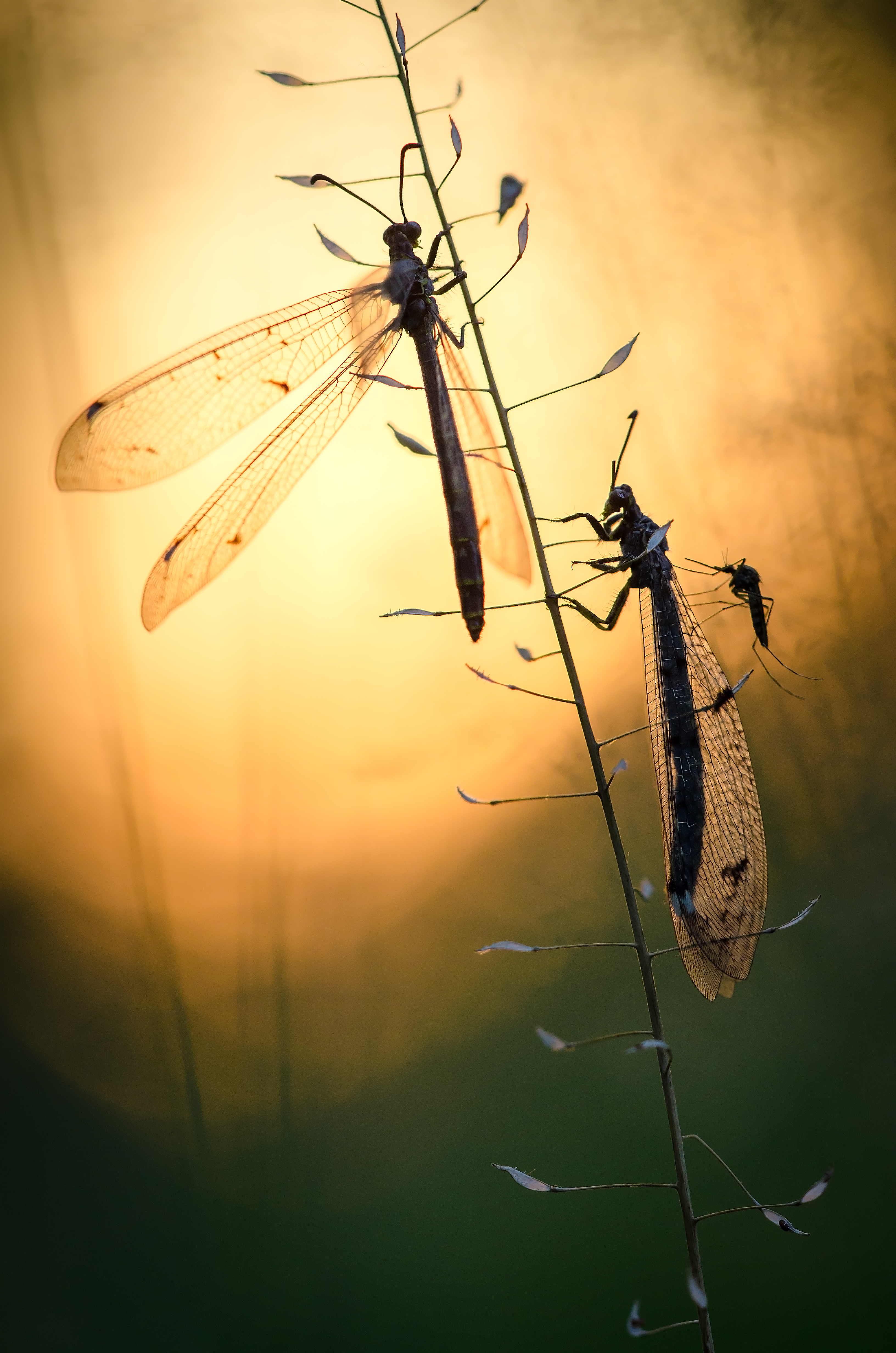
Два мурашиних лева і комар
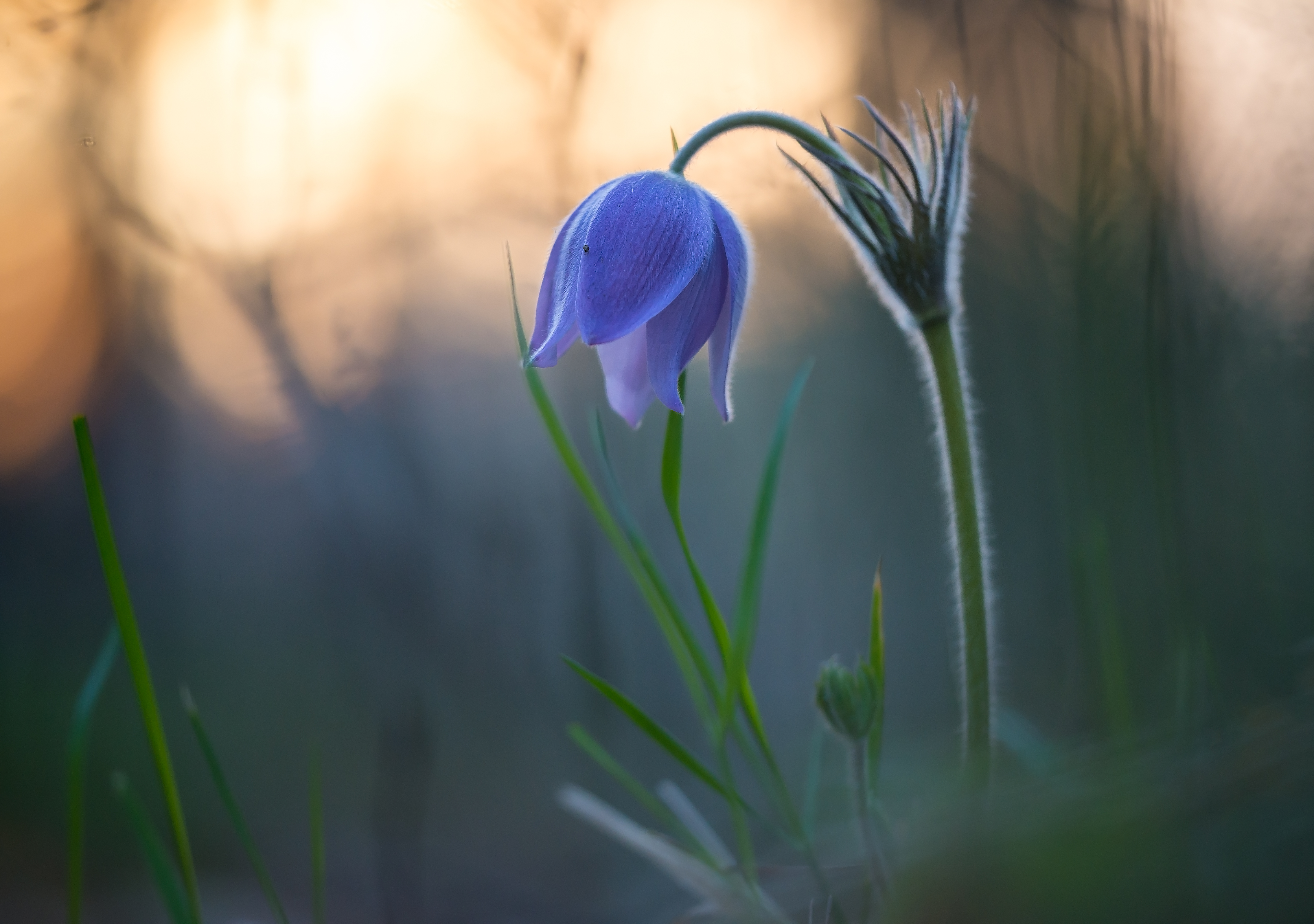
Сон розкритий
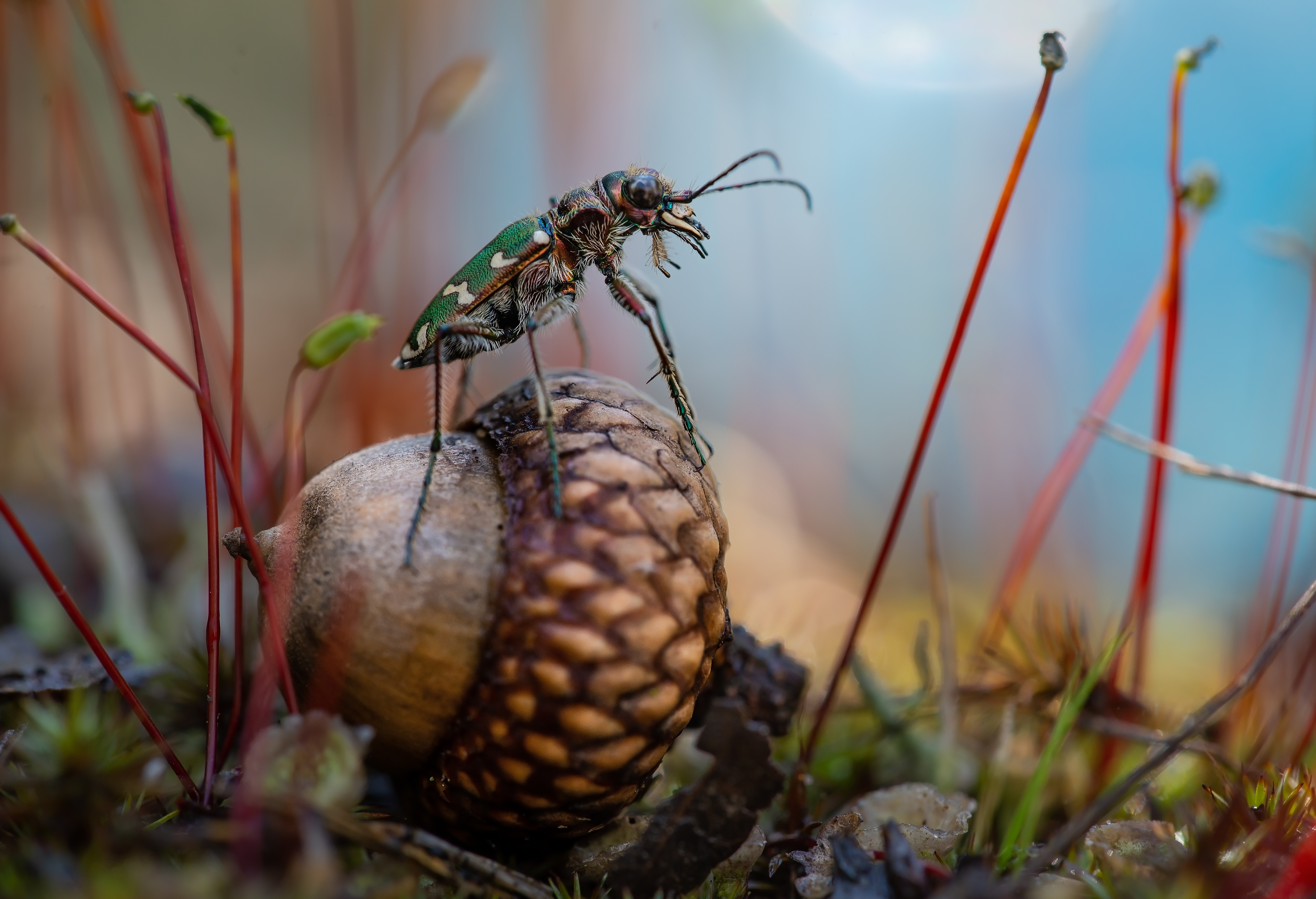
Стрибун перелісковий